# Arthur Young
Arthur Young (Bradfield Combust, 11 settembre 1741 – 12 aprile 1820) è stato uno scrittore e saggista inglese, che si è occupato di agricoltura, economia e statistiche sociali.

## Biografia
Arthur era il secondo figlio del rettore di Bradfield, nel Suffolk. Dopo avere studiato alla scuola di Lavenham, il giovane Arthur entrò nel 1758 in un'azienda mercantile a Lynn, ma senza che ciò destasse in lui interesse nel commercio. All'età di diciassette anni, pubblicò un opuscolo sulla guerra in America del Nord e, nel 1761, trasferitosi a Londra, iniziò a collaborare con un periodico, intitolato Il Museo Universale.

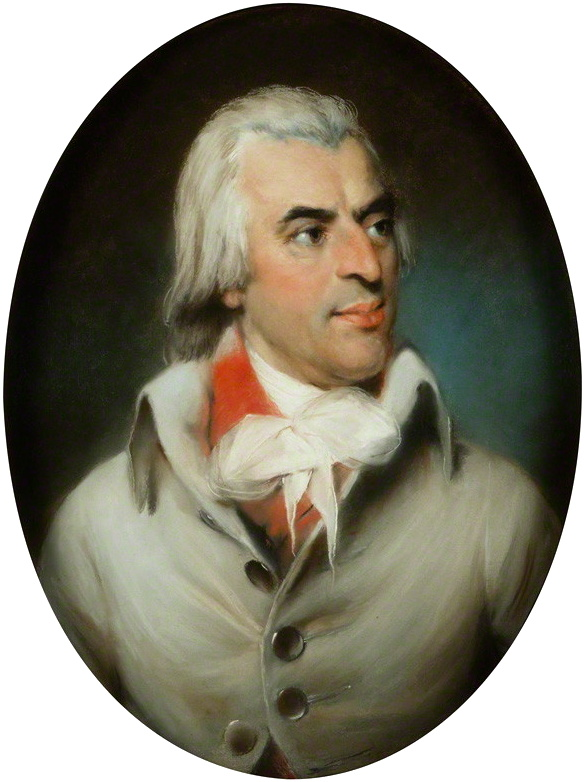
Arthur Young (1794)

Scrisse quattro romanzi e le Riflessioni sulla situazione attuale nel paese ed all'estero, uscito nel 1759. Dopo la morte del padre, avvenuta lo stesso anno, fu incaricato di curare le proprietà di famiglia a Bradfield, ma la proprietà era piccola e gravata dai debiti. Tra il 1763 e il 1766, si dedicò alla conduzione agricola di questa proprietà. Nel 1765 sposò la signorina Allen, ma l'unione non fu felice.
Nel 1767, assunse la direzione di un podere nell'Essex, in cui si impegnò in vari esperimenti, descrivendone i risultati in un corso di agricoltura sperimentale (1770). Benché gli esperimenti di Young siano stati, generalmente, infruttuosi, egli poté acquisire una conoscenza solida dell'agricoltura.

### L'attività come scrittore
L'attività come scrittore di Young è legata soprattutto alle relazioni dei suoi viaggi-inchiesta.
Aveva cominciato una serie di viaggi attraverso l'Inghilterra ed il Galles ed ha scritto un resoconto delle sue osservazioni in libri che sono apparsi dal 1768 al 1770: un Viaggio di sei settimane attraverso le contee del sud dell'Inghilterra e del Galles; un Viaggio di sei mesi con il nord dell'Inghilterra ed un Viaggio di un coltivatore nell'est dell'Inghilterra. In questi libri sono contenute le uniche informazioni esistenti riguardanti l'affitto, i prodotti agricoli dell'Inghilterra effettuata sulla base di un esame reale. Sono stati accolti in molto favorevole, e sono stati tradotti in molte lingue già entro 1792.
In tutto, Young ha prodotto 25 libri ed opuscoli sull'agricoltura e 15 libri su economia politica, oltre a molti articoli. Era famoso per le opinioni che ha espresso, come apprendista agricolo, l'economista politico e l'osservatore sociale. Nel 1768 ha pubblicato le Lettere del coltivatore alla gente dell'Inghilterra, nel 1771 il Calendario del coltivatore, che ha avuto molte riedizioni e nel 1774 la sua Aritmetica politica, che è stata tradotta in molte lingue. Ha fatto un giro dell'Irlanda nel 1776, pubblicando il suo Viaggio in Irlanda nel 1780. Nel 1784 ha cominciato la pubblicazione degli Annali dell'agricoltura, che è stata continuata per 45 volumi: tra i contributori c'era anche il re George III,che scriveva con lo pseudonimo di Ralph Robinson.

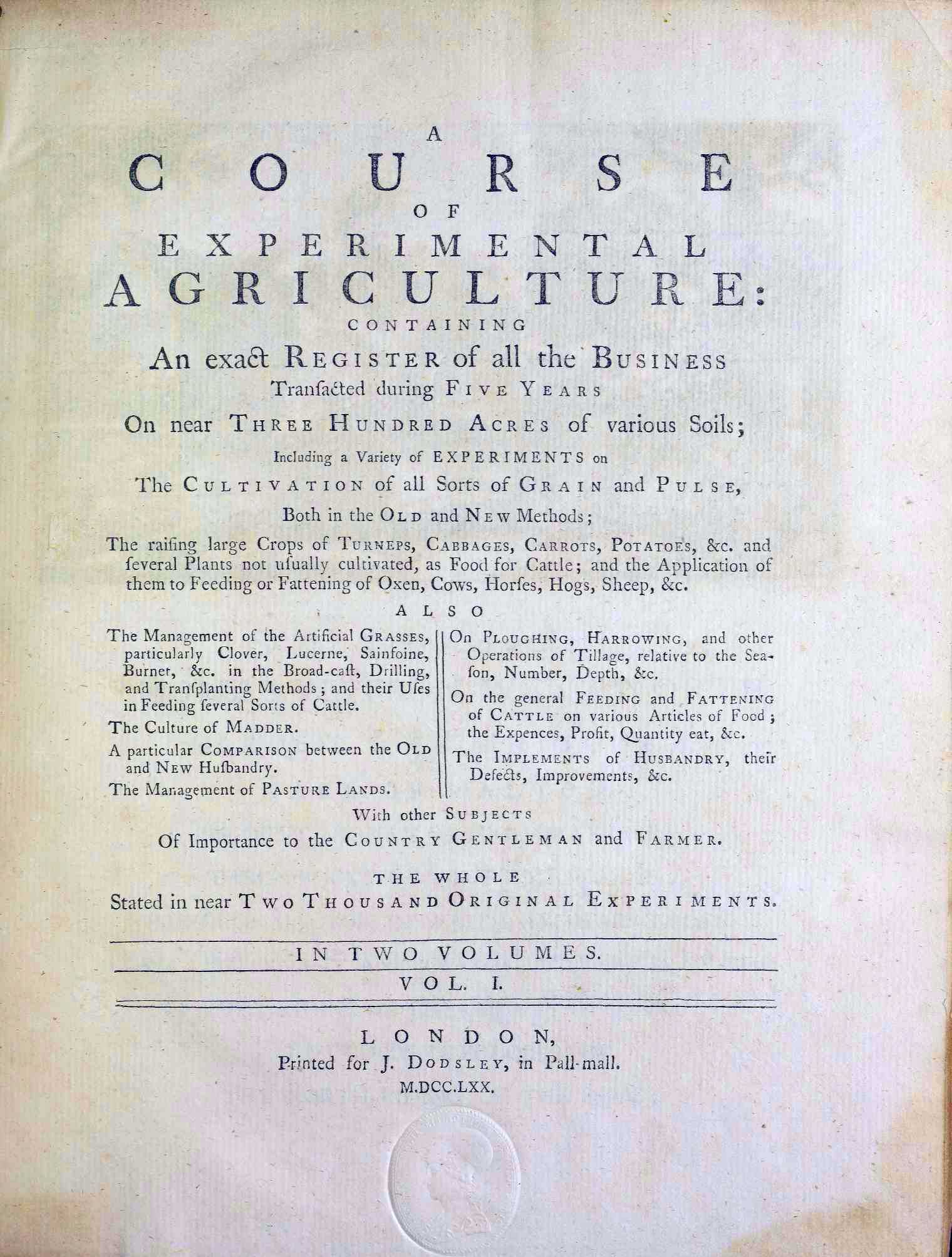
Course of experimental agriculture, 1770

### Viaggio in Francia e in Italia
Il primo viaggio di Young in Francia ha avuto luogo nel 1787, anno in cui visitò anche l'Italia. Viaggiando dappertutto quel paese alla vigilia e all'inizio della rivoluzione francese, ha descritto lo stato della gente ed il comportamento in quella congiuntura critica. Il viaggio in Francia è stato descritto in due volumi nel 1792.

### Segretario al Ministero dell'agricoltura
Al suo ritorno in patria è stato nominato segretario del Ministero dell'agricoltura 1793, appena formato sotto la presidenza di sir John Sinclair. In questa funzione ha dato il maggior contributo alla raccolta e alla preparazione delle indagini agricole delle contee inglesi. La sua vista, tuttavia, si indebolì e nel 1811 ha avuto un'operazione per la cataratta, che si dimostrò infruttuosa. Alla sua morte, ha lasciato un'autobiografia rimasta manoscritto, che è stata poi pubblicata nel 1898 dalla sig.na M. Betham-Edwards ed è la fonte principale per la sua vita. Inoltre ha lasciato i materiali per un importante lavoro sugli elementi e sulla pratica dell'agricoltura.

## Il contributo alle scienze statistiche
Più recentemente l'attenzione ha riguardato anche le sue opere minori, e Young è stato studiato per i suoi metodi di ricerca. Richard Stone (1997) lo presenta come "statistico pionieristico" degli studi sul reddito nazionale, in continuazione del lavoro di Gregory King che era vissuto un secolo prima. Young fornì tre stime del prodotto interno lordo inglese nei suoi Viaggio attraverso il Nord dell'Inghilterra, Il giro delle fattorie nell'est dell'Inghilterra e Aritmetica politica. Nel 2011 Brunt ha evidenziato il modo in cui Young raccolse queste informazioni e l'ha definito come il pioniere del campionamento statistico. Young ha influenzato diversi studiosi di economia e scienze sociali come Frederick Morton Eden e Sinclair.

## Opere
- (EN) Course of experimental agriculture, vol. 1, London, James Dodsley, 1770.
- (EN) Course of experimental agriculture, vol. 2, London, James Dodsley, 1770.